# U-151号潜艇 (1917年)
陛下之151号潜艇原称奥尔登堡号（U Oldenburg），本是由汉堡赖厄施蒂格船厂承建的一艘商用潜艇。1916年12月16日由德意志帝国海军收编为U-151级巡洋潜艇的命名艇后，于1917年4月4日下水，至同年5月18日交付使用。U-151号是在第一次世界大战期间服役的329艘德国军用潜艇之一，曾参加过大西洋潜艇战。在其四次远洋巡航中，共击沉协约国或中立国的34艘商船，容积总吨达88,395吨。战后，该艇于1918年11月24日移交法国正式投降，至1921年作为靶舰在瑟堡附近海域被击沉。

## 设计
U-151号原是由德意志远洋航运公司（Deutsche Ozean-Reederei GmbH，简称DOR）订购的七艘货运商用潜艇之一，它由汉堡的赖厄施蒂格船厂以“奥尔登堡号”之名承建，设计用在德国和当时仍保持中立的美国之间运送货物。但在动工后不久，德意志帝国海军便于1916年12月16日根据P项战时订单（Kriegsauftrag P）将其收编为U-151级潜艇的首艇，并按军用标准改造成巡洋潜艇。
改造后的U-151号水面排水量1512吨，水下排水量1875吨；推进系统的总功率调整为柴油机和电动机各800匹公制馬力（588千瓦特），可分别提供最高12.4節（23.0每小時）的水面航速和最高5.2節（9.6每小時）的水下航速，其中5.5節（10.2每小時）航速时的水面续航里程高达25,000海里（46,000）、3節（5.6每小時）航速时则可在水下巡航65海里（120）。U-151号配备两具艇艏鱼雷发射管，可携带18枚鱼雷；甲板炮则安装有两门88毫米30倍径速射炮。其额定船员编制为6名军官和50名水兵。

## 历史

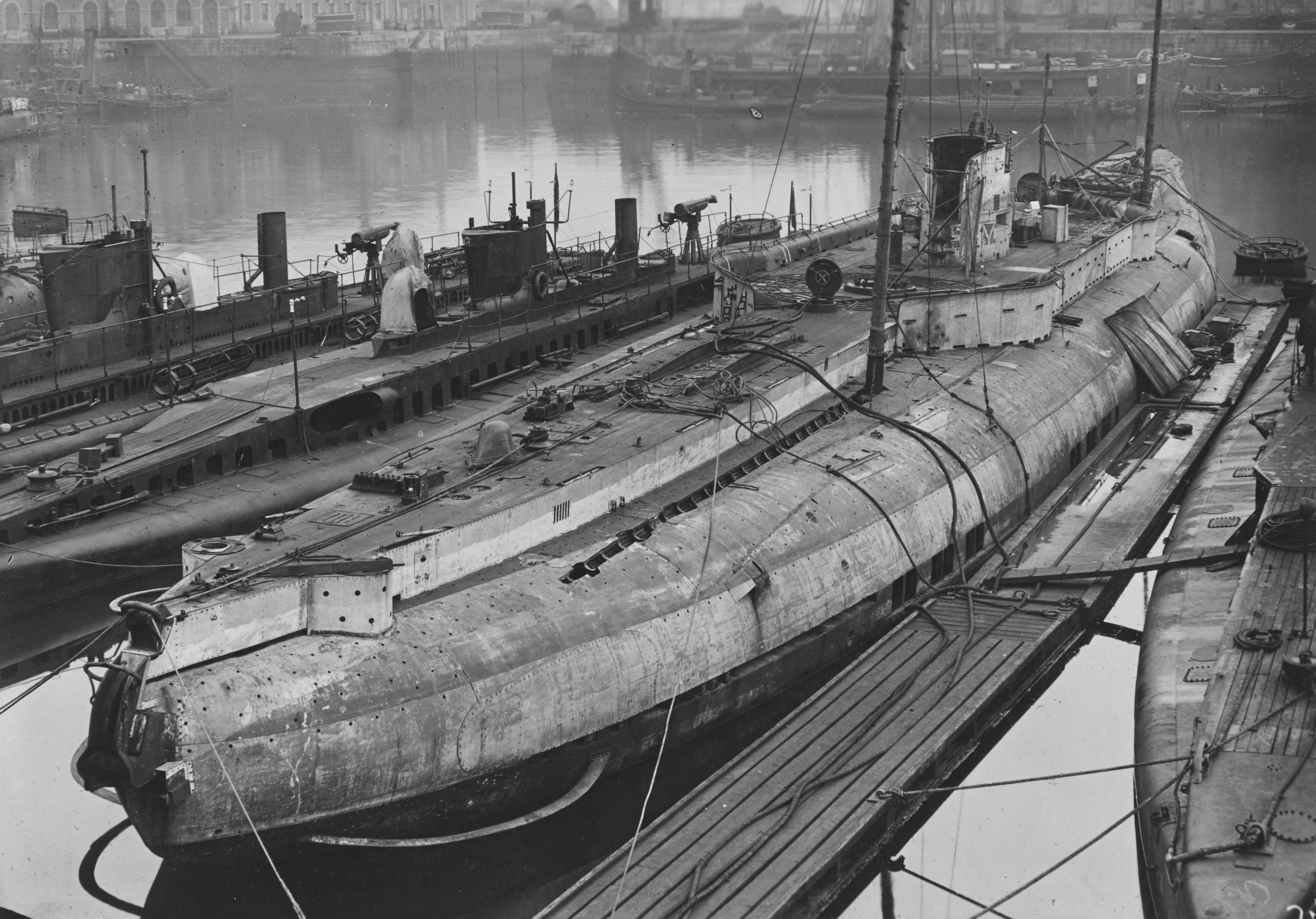
移交法国后的U-151号（约1920年）

U-151号于1917年4月4日下水，至同年5月18日在首任艇长、海军少校瓦尔德马尔·科普哈梅尔的指挥下交付使用。完成海试后，U-151号被编入驻基尔的巡洋潜艇部队（U-Kreuzer-Verband）服役，并一直隶属于该部队直至战争结束。1917年7月21日至12月26日，该艇在科普哈梅尔麾下展开首次远洋巡航，最终总共航行了12,000英里（19,000），累计击沉12艘总吨位约29000吨的船舶。1917年9月19日，U-151号在大西洋上击沉了第一个猎物——3104总吨的法国帆船布兰奇号（Blanche）。10月2日或12日（消息来源不同），它在法属摩洛哥的卡萨布兰卡附近海面与英国海军Q船秋海棠号相撞，秋海棠号沉没。11月20日，U-151号又俘获挪威货轮约翰·米耶尔德号（Johan Mjelde），并在转移了22吨铜材货物后于11月26日将其凿沉。
1918年4月18日，U-151号在第二任艇长、海军少校海因里希·冯·诺斯蒂茨·翁德·延肯多夫的指挥下从基尔启航，执行破坏美国航运的任务，并因此成为第一艘在北美沿岸巡逻的德国U艇。它于5月21日抵达美国东岸，在特拉华角附近布设水雷，切断了连接纽约市和新斯科舍省的水下电报电缆。5月25日，U-151号在弗吉尼亚海域拦截了3艘美国多桅纵帆船，俘虏了它们的船员，然后用火炮将三艘船击沉。6月2日，U-151号于短短数小时内便在新泽西沿岸击沉6艘、击伤1艘美国船只，因此該日被稱為“黑色星期日”。翌日，赫伯特·L·普拉特号（Herbert L. Pratt）油轮则在该海域撞上了U-151号先前埋下的水雷，但其后被打捞上岸。共有13人在这七次沉船中丧生，他们的死亡均是由卡罗莱纳号客轮派出的救生艇倾覆所造成。6月9日，U-151号在北卡罗莱纳州的哈特拉斯角附近截停了挪威货轮文德根号（Vindeggen）。潜艇的登船小队将凿沉炸药安装至后者船上，再在一名俘虏船员的陪同下撤出航道外。随后，诺斯蒂茨少校将70吨铜锭从文德根号转移到U-151号艇内。6月14日，U-151号在弗吉尼亚离岸约90海里（170）的海域用甲板炮击沉了从西南非的鲸湾港运送铜矿至美国珀斯安波易的挪威三桅帆船萨摩亚号（Samoa），没有人员伤亡。
1918年6月18日，U-151号击沉了英国客轮德温斯克号，然后在附近徘徊，希望该船的救生艇能吸引更多协约国的船只。美国海军的辅助巡洋舰兼运兵船冯·施托伊本号上鉤了，U-151号发射了鱼雷但未能命中，反而遭到对手的深水炸弹攻击。6月25日，U-151号又击沉了英国帆船独裁者号（Dictator），包括四名纽芬兰人在内的船员成为战俘。1918年7月20日，U-151号在经过94天、共10,915海里（20,215）的航行后返回基尔。艇长诺斯蒂茨少校报称此次巡航共击沉了23艘总计约61,000吨的协约国船只，并通过布设水雷造成了另外4艘船沉没。
由于维护工作，U-151号直至1918年10月才完成整备。它于10月17日重新从船厂推出，但三天后即被召回，并在战争的最后几周不再运用，直至11月11日停战。1918年11月24日，U-151号作为战利品被移交法国，并最终于1921年6月7日作为靶舰在瑟堡附近海域被击沉。

## 袭击历史摘要
| 日期           | 船名                | 船籍         | 吨位 | 结局 |
| -------------- | ------------------- | ------------ | ---- | ---- |
| 1917年9月19日  | 布兰奇号            | 法國         | 3104 | 击沉 |
| 1917年10月1日  | 埃特纳号            | 義大利王國   | 5604 | 击沉 |
| 1917年10月2日  | 旅行号              | 葡萄牙       | 377  | 击沉 |
| 1917年10月4日  | 比格多内斯号        | 挪威         | 2849 | 击沉 |
| 1917年10月12日 | 帕提亚号            | 英國皇家海軍 | 1025 | 击伤 |
| 1917年10月13日 | 卡普雷拉号          | 義大利王國   | 5040 | 击沉 |
| 1917年10月19日 | 鱼叉号              | 法國         | 1484 | 击伤 |
| 1917年10月20日 | 茂寄丸              | 大日本帝国   | 3746 | 击沉 |
| 1917年10月21日 | 格里费维尔号        | 英国         | 4437 | 击沉 |
| 1917年11月2日  | 阿卡利号            | 巴西         | 4275 | 击沉 |
| 1917年11月2日  | 瓜希巴号            | 巴西         | 1891 | 击沉 |
| 1917年11月16日 | 玛格丽特·L·罗伯茨号 | 美国         | 535  | 击沉 |
| 1917年11月21日 | 索布拉尔号          | 挪威         | 1075 | 击沉 |
| 1917年11月22日 | 蒂茹卡号            | 法國         | 2543 | 击沉 |
| 1917年11月23日 | 特龙贝塔斯号        | 葡萄牙       | 235  | 击沉 |
| 1917年11月26日 | 约翰·米耶尔德号     | 挪威         | 2049 | 击沉 |
| 1917年12月4日  | 克劳迪奥号          | 西班牙       | 2588 | 击伤 |
| 1918年5月24日  | 埃德娜号            | 美国         | 325  | 击伤 |
| 1918年5月25日  | 哈蒂·邓恩号         | 美国         | 435  | 击沉 |
| 1918年5月25日  | 霍波格号            | 美国         | 1446 | 击伤 |
| 1918年6月2日   | 卡罗莱纳号客轮      | 美国         | 5093 | 击沉 |
| 1918年6月2日   | 爱德华·H·科尔号     | 美国         | 1791 | 击沉 |
| 1918年6月2日   | 小爱德华·R·贝尔德号 | 美国         | 279  | 击伤 |
| 1918年6月2日   | 伊莎贝尔·B·威利号   | 美国         | 776  | 击沉 |
| 1918年6月2日   | 雅各布·M·哈斯凯尔号 | 美国         | 1778 | 击沉 |
| 1918年6月2日   | 泰瑟尔号            | 美国         | 3210 | 击沉 |
| 1918年6月2日   | 温纳康尼号          | 美国         | 1869 | 击沉 |
| 1918年6月3日   | 塞缪尔·C·门格尔号   | 美国         | 915  | 击沉 |
| 1918年6月3日   | 赫伯特·L·普拉特号   | 美国         | 7145 | 击伤 |
| 1918年6月4日   | 埃兹沃尔号          | 挪威         | 1570 | 击沉 |
| 1918年6月5日   | 哈尔巴阡号          | 英国         | 4588 | 击沉 |
| 1918年6月5日   | 文兰号              | 挪威         | 1143 | 击沉 |
| 1918年6月8日   | 比那尔德里奥号      | 美国         | 2504 | 击沉 |
| 1918年6月10日  | 亨里克·伦德号       | 挪威         | 4226 | 击沉 |
| 1918年6月10日  | 文德根号            | 挪威         | 3179 | 击沉 |
| 1918年6月14日  | 瞭望号              | 挪威         | 1750 | 击沉 |
| 1918年6月14日  | 萨摩亚号            | 挪威         | 1138 | 击沉 |
| 1918年6月18日  | 德温斯克号          | 英国         | 8173 | 击沉 |
| 1918年6月22日  | 基利耶号            | 比利时       | 2966 | 击沉 |
| 1918年6月23日  | 奥格瓦尔德号        | 挪威         | 3406 | 击沉 |
| 1918年6月28日  | 独裁者号            | 英国         | 125  | 击沉 |

## 脚注
1. ↑  Gröner 1991，第20-21頁.
2. ↑  Helgason, Guðmundur. . German and Austrian U-boats of World War I - Kaiserliche Marine - Uboat.net.   [2021-12-28].
3. ↑  Helgason, Guðmundur. . German and Austrian U-boats of World War I - Kaiserliche Marine - Uboat.net.   [2022-01-01].
4. ↑  Williamson，第16頁.
5. ↑  Gröner 1991，第20–21頁.
6. ↑  Helgason, Guðmundur. . German and Austrian U-boats of World War I - Kaiserliche Marine - Uboat.net.   [2021-12-31].
7. ↑  . Naval History.   [2013-02-02]. （原始内容存档于2021-06-13）.
8. ↑  . Clydebuilt.   [2013-02-03]. 原始内容存档于2016-03-11.
9. ↑  Helgason, Guðmundur. . German and Austrian U-boats of World War I - Kaiserliche Marine - Uboat.net.   [2021-12-31].
10. ↑  Halpern，第430頁.
11. 1 2  Helgason, Guðmundur. . German and Austrian U-boats of World War I - Kaiserliche Marine - Uboat.net.   [2018-06-05].
12. ↑  Evening Public Ledger 1918，第1頁.
13. ↑  . Scuba Diving – New Jersey & Long Island New York. （原始内容存档于2009-03-02）.
14. ↑  Hadley，第244–245頁.
15. ↑  Helgason, Guðmundur. . German and Austrian U-boats of World War I - Kaiserliche Marine - Uboat.net.   [2021-12-31].
16. ↑  . Norway-Heritage.   [2008-02-20]. （原始内容存档于2021-12-31）.
17. ↑  Gibson，第308頁.
18. ↑  McCartney.